# Оттон I (герцог Брауншвейг-Харбурга)
Оттон I, герцог Брауншвейг-Люнебурга (24 августа 1495, Целле, Люнебург — 11 августа 1549, Харбург) — князь Люнебурга в 1520—1527 годах и владетель Харбурга в 1527—1549 годах.

## Жизнь
Старший сын Генриха I (1468—1532), герцога Брауншвейг-Люнебургского (1486—1520), и Маргариты Саксонской (1469—1528), дочери курфюрста Эрнста Саксонского (1441—1486) и Елизаветы Баварской (1442—1484).
Подобно своим братьям, Эрнсту и Францу, он учился в Виттенберге, где на него повлияли реформаторские идеи Мартина Лютера. Позднее он инициировал введение Реформации в княжестве Люнебург. Когда его отец вынужден был оставить правление в 1520 году в результате своей роли в епархиальной вражде Хильдесхайма и отправиться в изгнание во Францию, Оттон принял бразды правления в княжестве вместе со своим братом Эрнстом. Поскольку у княжества были большие долги, всем войтам были пожалованы лены, за исключением Schlossvogtei из Целле. Главным приоритетом во время его правления было улучшение финансового положения герцогства. В 1527 году Отто женился на Мете фон Кампе, женщине невысокого положения; он больше не смог оставаться князем Люнебурга и ему в качестве компенсации было пожаловано баронство Харбург.

## Дети
- Анна (1526—1527)
- Оттон (1527)
- Эрнст (1527—1540)
- Оттон II (1528—1603)
- Фридрих (1530—1533)
- Маргарита (1532—1539)
- Сусанна (1536—1581)